# Britannica.com Inc.
A Britannica.com Inc. é uma empresa estadunidense criada em 1999, em Chicago, e que surgiu da separação da Encyclopædia Britannica Inc., com a finalidade de desenvolver conteúdo online da Encyclopædia Britannica. Ambas as companhias tinham sido adquiridas por Jacqui Safra em 1996, através de uma holding.
A estratégia inicial da Britannica.com era fornecer conteúdo grátis e que o website funcionasse como portal. Seu primeiro CEO foi Don Yannias, um associado de longa data de Safra. Mas, no primeiro dia em que a Britannica esteve online, em outubro de 1999, os servidores entraram em pane devido ao tráfego excessivo. 
Inicialmete, a enciclopédia este disponível grátis, numa época em que a edição impressa custava 1250 dólares; entretanto, isso mudou no início de 2001. Apesar de uma campanha enorme de propaganda, o lucro foi irrisório. Em novembro de 2000, 16% da força de trabalho teve que ser dispensada; em março de 2001, 68% da força de trabalho estadunidense foi cortada. Em maio de 2001, Yannias foi substituído por Ilan Yeshua, que se tornou o CEO tanto da Britannica.com como da Encyclopædia Britannica Inc..